# Società Sportiva Chieti 1963-1964
Questa voce raccoglie le informazioni riguardanti la Società Sportiva Chieti nelle competizioni ufficiali della stagione 1963-1964.

## Rosa
| N. |                   | Ruolo | Calciatore         |
| -- | ----------------- | ----- | ------------------ |
|    | Italia (bandiera) | C     | Enrico Alberti     |
|    | Italia (bandiera) | C     | Vincenzo Angeloni  |
|    | Italia (bandiera) | C     | Luigi Catini       |
|    | Italia (bandiera) | A     | Vittorio Di Luzio  |
|    | Italia (bandiera) | D     | Giovanni Dondi     |
|    | Italia (bandiera) | C     | Aldo Fontana       |
|    | Italia (bandiera) | D     | Lino Ghirardello   |
|    | Italia (bandiera) | C     | William Martegiani |

| N. |                   | Ruolo | Calciatore          |
| -- | ----------------- | ----- | ------------------- |
|    | Italia (bandiera) | P     | Otello Milan        |
|    | Italia (bandiera) | A     | Feliciano Orazi     |
|    | Italia (bandiera) |       | Palma               |
|    | Italia (bandiera) | A     | Costantino Paradiso |
|    | Italia (bandiera) | C     | Alfio Riti          |
|    | Italia (bandiera) | D     | Carlo Rodolfi       |
|    | Italia (bandiera) | D     | Franco Rosati       |
|    | Italia (bandiera) | C     | Gianni Trapella     |